# Prekambrijum
Prekambrijum ili kriptozoik je period geološke hronologije od nastanka Zemlje pre oko 4500 Ma (miliona godina) do evolucije mnoštva makroskopskih i tvrdoljušturnih fosila koja označava početak kambrijuma pre otprilike 542 miliona godina. Prilično malo se zna o prekambrijumu, iako on predstavlja sedam osmina Zemljine istorije, a ono malo što se saznalo je otkriveno uglavnom u posljednje četiri do pet dekada. Veruje se da se Zemlja koagulirala od materijala u orbiti oko Sunca otprilike 4500 Ma, te da ju je možda udario vrlo veliki planetezimal veličine Marsa ubrzo nakon što se stvorila, izbacujući materijal od koje se stvorio Mesec (vidi: Teorija velikog udara). Stabilna kora se stvorila pre oko 4400 Ma, jer otada datiraju najstarije zemaljske stene. Ne zna se kada se stvorio život, ali ugljenik pronađen u 3800 miliona godina starim stenama zapadno od Grenlanda može biti organskog porekla. Dobro očuvane bakterije starije od 3460 miliona godina su pronađene u Zapadnoj Australiji. Mogući ostaci fosila 100 miliona godina stariji su pronađeni u istom području. Postoje vrlo dobri tragovi bakterijskog života u ostatku prekambrijuma.
Osim nekoliko sumnjivih izvora o mnogo starijim formama u Teksasu i Indiji, prvi složeni višećelijski oblici života su se pojavili pre otprilike oko 600 Ma. Prilično raznovrsna kolekcija mekušastih oblika je poznata sa lokacija širom sveta starih između 600 i 542 Ma. O njima se često govori kao ediakaranskim ili vendijanskim biotama. Tvrdoljuskava stvorenja su se pojavila krajem tog period. Vrlo raznolika kolekcija se pojavila oko 544 Ma, započinjući krajem prekambrijuma sa slabo poznatom „malom školjkolikom faunom” i završavajući u ranom kambrijumu sa vrlo raznolikom i prilično modernom „Burgesovom faunom” čije se naglo širenje naziva kambrijskom eksplozijom života.
Detalji o pokretanju tektonskih ploča i sličnim procesima su slabo poznati u slučaju prekambrijuma. Veruje se da se većina Zemljinih kopnenih masa skupila u jedan superkontinent pre oko 1000 Ma. Superkontinent, poznat kao Rodinija, razdvojio se pre oko 600 Ma. Brojni periodi glacijacije su identifikovani još u huronskoj epohi, pre oko 2200 Ma. Najbolje proučena je Sturtijansko-varangijanska glacijacija, pre oko 600 Ma, koja je mogla dovesti do ledenih uslova sve do ekvatora, rezultirajući u „grudvi Zemlji”.
Atmosfera rane Zemlje je slabo poznata, ali se smatra da je bila zagušena škodljivim gasovima, sadržavajući vrlo malo slobodnog kiseonika. Mlada planeta je bila crvenkaste boje, a za mora se smatra da su bila maslinaste boje. Mnogi materijali koji sadrže nerastvorne okside izgleda da su bila deo okeana milionima godina nakon stvaranja Zemlje. Kada je evolucija živih bića dovela do fotosinteze, kiseonik se počeo da se pojavljuje u velikim količinama. Kiseonik se ispočetka vezivao u hemijskim reakcijama, uglavnom sa gvožđem, sve dok više nije ostalo površina koje su mogle biti oksidovane. Nakon toga se razvila moderna atmosfera s velikim postotkom kiseonika. Starije stene sadrže masivne naslage vezanog gvožđa koje su se očigledno nataložile kada su se gvožđe i kiseonik po prvi put spajali.
Prilično različita terminologija je evoluirala u nastojanju da se pokriju rane godine postojanja Zemlje, ali se s vremenom napuštena jer je radiometrijsko datiranje omogućilo da se specifičnim formacijama i oblicima daju realni datumu. Izraz Arhej (stariji od 2500 Ma), Proterozoik (2500 - 600 Ma) i Neoproterozoik (600 - 542 Ma) se još upotrebljavaju. Neki dodatni izrazi se koriste u geološkoj hronologiji.
- Proterozoik: Originalno korišten za sve starije od kambrijske granice, koja je bila navođena u različitim periodima od strane različitih autora (ali se danas ustanovila na 542 Ma). Moderno korištenje je često u kao gore navedenom odlomku, 600-2500 Ma.[9]
  - Neoproterozoik: Od kambrijske granice do 900 Ma. Moderna upotreba predstavlja nešto kraći interval: 542-600 Ma. Neoproterozoik je istovetan „Precambrian Z” stenama starije severnoameričke geologije.
    - Ediakaran: U martu 2004. Međunarodna unija geoloških nauka službeno je definisala ovaj izraz kao geološki period. Ovaj period započinje u doba taloženja specifične stratigrafske međe, oko 620 Ma. Period se završava početkom kambrijuma 542 Ma.

  - Mezoproterozoik: Pre oko 900-1600 Ma. Odgovara prekambrijumskim Y stenama starije severnoameričke geologije.
  - Paleoproterozoik: Pre oko 1600-2500 Ma. Odgovara prekambrijumskim X stenama starije severnoameričke geologije.
- Arhej: Otprilike 2500-3800 Ma.
- Had: Pre 3800 Ma. Izraz je verovatno trebalo da pokriva period pre nego što su stene formirale. Vrlo malo stena izgleda da je starije od 3800 Ma.[10][11]

## Pregled
Relativno malo se zna o prekambrijumu, uprkos tome što čini otprilike sedam osmina istorije Zemlje, a ono što se zna uglavnom je otkriveno od 1960-ih i nadalje. Prekambrijumski fosilni zapisi su siromašniji od onih iz narednog fanerozoika, a fosili iz prekambrijuma (npr. stromatoliti) imaju ograničenu biostratigrafsku upotrebu. To je zato što su mnoge pretkambrijske stene bile snažno metamorfizovane, što zasenjčava njihovo poreklo, dok su druge uništene erozijom, ili su ostale duboko zakopane ispod slojeva fanerozoika.
Smatra se da se Zemlja spojila iz materijala u orbiti oko Sunca pre otprilike 4.543 Ma, i da ju je možda udarila druga planeta, nazvana Teja, ubrzo nakon što se formirala, odvajajući materijal koji je formirao Mesec (vidi: Hipoteza o džinovskom udaru). Stabilna kora je očigledno postojala do 4.433 Ma, pošto su kristali cirkona iz Zapadne Australije datirani na 4.404 ± 8 Ma.
Geolozi i paleontolozi koriste termin „prekambrijum” za opšte rasprave koje ne zahtevaju konkretnije ime eona. Međutim, i Geološki zavod Sjedinjenih Američkih Država i Međunarodna komisija za stratigrafiju smatraju ovaj termin nezvaničnim. Pošto se vremenski raspon koji spada u pretkambrijum sastoji od tri eona (hadajski, arhejski i proterozojski), ponekad se opisuje kao supereon, ali ovo je takođe neformalni termin, koji nije definisan od strane ICS u njihovom hronostratigrafskom vodiču.
Eozoik (od eo- „najraniji“) je bio sinonim za prekambrijum, ili tačnije arhej.

## Literatura
- Valley, John W., William H. Peck, Elizabeth M. King (1999) Zircons Are Forever, The Outcrop for 1999, University of Wisconsin-Madison „Wgeology.wisc.edu”. Архивирано из оригинала 16. 03. 2012. г. Приступљено 19. 12. 2018. – Evidence from detrital zircons for the existence of continental crust and oceans on the Earth 4.4 Gyr ago Accessed Jan. 10, 2006
- Wilde, S. A.; Valley, J. W.; Peck, W. H.; Graham, C. M. (2001). „Evidence from detrital zircons for the existence of continental crust and oceans on the Earth 4.4 Gyr ago”. Nature. 409 (6817): 175—178. PMID 11196637. doi:10.1038/35051550.
- Wyche, S.; Nelson, D. R.; Riganti, A. (2004). „4350–3130 Ma detrital zircons in the Southern Cross Granite–Greenstone Terrane, Western Australia: implications for the early evolution of the Yilgarn Craton”. Australian Journal of Earth Sciences. 51 (1): 31—45. Bibcode:2004AuJES..51...31W. doi:10.1046/j.1400-0952.2003.01042.x.

## Spoljašnje veze
- PALEOMAP Project: Late Precambrian Supercontinent and Ice House World
- Late Precambrian Supercontinent and Ice House World from the Paleomap Project